# Andrzej Szczęśniak
Andrzej Szczęśniak (ur. 8 lutego 1958 we Wrocławiu) – polski przedsiębiorca, działacz opozycji w okresie PRL. Ekspert rynku ropy i paliw, gazu płynnego i ziemnego, bezpieczeństwa energetycznego i polityki energetycznej. Wydawca serwisów internetowych i publikacji branżowych. Publicysta gospodarczo-polityczny.

## Życiorys
W latach 1977–1981 studiował kulturoznawstwo na Uniwersytecie Wrocławskim. W latach 80. działał w opozycji antykomunistycznej. Od 1991 pracował w sektorze naftowym, w Polskiej Izbie Paliw Płynnych, będąc w latach 1995–2001 jej prezesem. W latach 2002–2006 działał w Polskiej Organizacji Gazu Płynnego. Współpracował z Centrum im. Adama Smitha (2002–2006). Od maja do grudnia 2006 pracował w Grupie LOTOS S.A., początkowo jako dyrektor regionu Centrum, od sierpnia jako prezes zarządu "LOTOS Partner".

## Odznaczenia i wyróżnienia
- 2008 – za wybitne zasługi w działalności na rzecz przemian demokratycznych w Europie Środkowej, odznaczony przez prezydenta Lecha Kaczyńskiego Krzyżem Kawalerskim Orderu Odrodzenia Polski[2].